# ماريو غالينوفيتش
ماريو غالينوفيتش (بالكرواتية: Mario Galinović) ، من مواليد 15 نوفمبر 1976 في زغرب في كرواتيا ، لاعب كرة قدم كرواتي.
يلعب مع نادي باناثانياكوس اليوناني منذ عام 2004.
بدأ باللعب مع منتخب كرواتيا لكرة القدم في عام 1999.

## روابط خارجية
- ماريو غالينوفيتش على موقع الاتحاد الأوربي (الإنجليزية)
- ماريو غالينوفيتش على موقع اتحاد كرواتيا (الكرواتية)
- ماريو غالينوفيتش على موقع قاعدة بيانات كرة القدم.إي يو (الإنجليزية)
- ماريو غالينوفيتش على موقع ناشيونال فوتبول تيمز (الإنجليزية)
- ماريو غالينوفيتش على موقع Soccerbase.com (لاعب) (الإنجليزية)
- ماريو غالينوفيتش على موقع Soccerway.com (الإنجليزية)
- ماريو غالينوفيتش على موقع عالم كرة القدم.نت (الإنجليزية)